# Ahmed Nafea
Ahmed Hesham Sessa Nafea (international meist Ahmed Nafea, * 1. September 1997) ist ein ägyptischer Handballspieler.

## Karriere

### Im Verein
Ahmed Nafea spielte in Ägypten zunächst für El Gaish und al Ahly SC. Mit al Ahly gewann er 2023 und 2024 die ägyptische Meisterschaft. 2024 wechselte er nach Serbien zu RK Vojvodina. Zur Saison 2025/26 wechselte er zum deutschen Erstligisten HSG Wetzlar.

### In Auswahlmannschaften
Mit der ägyptischen Nationalmannschaft gewann er die Afrikameisterschaft 2024 und wurde in das All-Star-Team gewählt. Bei der Weltmeisterschaft 2025 warf er 22 Tore in sieben Spielen und belegte mit dem Team den 5. Platz.